# Olga Pawlowna Moltschanowa
Olga Pawlowna Moltschanowa (russisch Ольга Павловна Молчанова; * 18. Apriljul. / 30. April 1886greg. in Rjasan; † 13. März 1975 in Moskau) war eine russische bzw. sowjetische Ernährungsphysiologin und Hochschullehrerin.

## Leben
Den Besuch des Gymnasiums schloss Moltschanowa 1904 mit einer Goldmedaille ab. Darauf studierte sie in der Naturwissenschaft-Abteilung der „Moskauer Höheren Frauenkurse“ mit Abschluss 1911. Ab 1910 arbeitete sie in dem von Michail Schaternikow geleiteten Laboratorium für Ernährungsphysiologie. Auch war sie Assistentin am Lehrstuhl für Physiologie der Frauenkurse. Wegen Beteiligung an Studentenunruhen wurde sie verhaftet  und dank der Bemühungen Schaternikows, der gerade Direktor der Frauenkurse war, wieder freigelassen.
Nach der Oktoberrevolution erkrankte Moltschanowa 1918 schwer und ging nach Rjasan. Nach zwei Jahren kehrte sie in Schaternikows Laboratorium zurück, das das Institut für Ernährungsphysiologie des Volkskommissariats für Gesundheit der RSFSR geworden war.
Ab 1930 leitete Moltschanowa die Abteilung für Physiologie und Ernährungsbiochemie des Zentralen Forschungsinstituts für Ernährung (ab 1945 Allunionsinstitut für Ernährung der Akademie der Medizinischen Wissenschaften (AMN) der UdSSR). Sie untersuchte den Bedarf an Nahrungsenergie des Menschen in Abhängigkeit von dessen Arbeitsbedingungen. Sie nahm 1933 und 1934 an den Expeditionen in die Wüste Karakum zur Untersuchung der Auswirkungen von Hitze und schwierigen Lebensbedingungen auf den Stoffwechsel und den Wasser-, Eiweiß- und Mineralsalzverbrauch teil. Ab 1936 war sie an den Pamir-Expeditionen beteiligt. Sie entwickelte Ernährungsrationen für Gewerbeschüler, sodass die Versorgung der entsprechenden Einrichtungen mit Milchprodukten verbessert wurde. 1941 wurde sie Mitglied der KPdSU.
Moltschanowa wurde Vizedirektorin des Allunionsinstituts für Ernährung und war 1947–1961 Direktorin des Instituts. 1950 wurde sie zum Korrespondierenden Mitglied der AMN gewählt. Sie war zur Doktorin der biologischen Wissenschaften promoviert und zur Professorin ernannt worden. Sie hielt eine Physiologie-Vorlesung an der Lomonossow-Universität Moskau (MGU) und auch am 1. und am 2. Medizinischen Institut. Sie war an der Vorbereitung des Weltraumflugs Gagarins 1961 beteiligt.
Moltschanowa starb am 13. März 1975 in Moskau und wurde auf dem Wagankowoer Friedhof begraben.

## Ehrungen, Preise
- Leninorden (zweimal)[2]
- Orden des Roten Banners der Arbeit (zweimal)[2]
- Verdiente Wissenschaftlerin der RSFSR (1957)[2]